# Stachiosio
Lo stachiosio è un tetrasaccaride α-galattoside, famiglia chiamata anche oligosaccaridi della serie del raffinosio (RFO), presente in alcune leguminose, brassicacee e betoniche.
Nei lupini è il più abbondante tra gli oligosaccaridi della serie del raffinosio. 
Lo stachiosio, ovvero il D-galattopiranosil-(1α→6)-D-galattopiranosil-(1α→6)-D-glucopiranosil-(1α→2β)-D-fruttofuranoside, può essere immaginato come una unità del disaccaride saccarosio alla quale sono condensate, in successione, due unità dell'α-anomero del galattosio sugli idrossimetili (C-6) delle unità di glucosio e della prima unità di galattosio.
Lo stachiosio è idrolizzato a D-galattosio e saccarosio dall'enzima α-galattosidasi (da non confondere con le β-galattosidasi, come la lattasi), un enzima non presente nel tratto digestivo degli esseri umani, che quindi non possono digerire lo stachiosio e gli altri RFO, come raffinosio e verbascosio. Questi oligosaccaridi pertanto passano intatti nell'ultimo tratto dell'intestino dove sono metabolizzati dai batteri presenti, causando disturbi come meteorismo e flatulenza.